# 銅鑼灣大道
銅鑼灣大道是臺灣苗栗縣銅鑼鄉的一條道路，連絡銅鑼市區及銅鑼科學園區。從國道1號銅鑼交流道以東為平面道路，以西為高架道路，設有全套封閉式匝道聯絡台13線（尖豐公路）。起點为縣道119號，途中連結國道一號銅鑼交流道，終點為銅科一路及銅科北路路口，全長約4.27公里。

## 路線設施
| 銅鑼灣大道路線設施里程一覽表 |      |                |                                  |                                      |                |                                                       |                                                                                    |
| 標誌                         | 里程 | 名稱           | 順樁預告                         | 逆樁預告                             | 形式           | 通車日                                                | 銜接道路 →聯絡地區                                                                 |
|                              | 0.0  | 銅鑼端         | 道路起點                         | 銅鑼市區 大湖 泰安 快速公路 道路終點 | 直接式         | 2017年10月27日                                        | 縣道119號 · →銅鑼鄉銅鑼                                                            |
| 此處有交通號誌               | 0.4  | 自強路平交路口 | 銅鑼工業區                       | 銅鑼市區 大湖 泰安 銅鑼工業區        | 平交路口       | 2017年10月27日                                        | 自強路 →銅鑼鄉銅鑼                                                                 |
|                              | 0.8  | 銅鑼           | 苗栗 台中                        | 台中 苗栗                            | 單點鑽石型     | 2012年11月21日（東出西入） 2017年10月27日（西出東入） | Module:Jct第187行Lua错误：bad argument #2 to 'format' (string expected, got table) |
|                              | 1.2  | 九湖           | 三義 苗栗                        | 銅鑼 苗栗                            | 部份苜蓿葉AB型 | 2012年11月21日                                        | 台13線 · →銅鑼鄉九湖                                                               |
|                              | 4.27 | 科學園區端     | 天空步道 臺灣客家文化館 道路終點 | 道路起點                             | 直接式         | 2012年11月21日                                        | 銅科北路、銅科一路 →銅鑼科學園區                                                   |